# 胡托尔博尔农村居民点
胡托尔博尔农村居民点（俄语：Хутор-Борское сельское поселение）是俄罗斯联邦布良斯克州维戈尼奇区所属的一个农村居民点。其下辖有个居民点，行政中心为胡托尔博尔。据2015年统计，该农村居民点的人口为724人。